# Igreja Matriz de Santa Marinha de Cortegaça

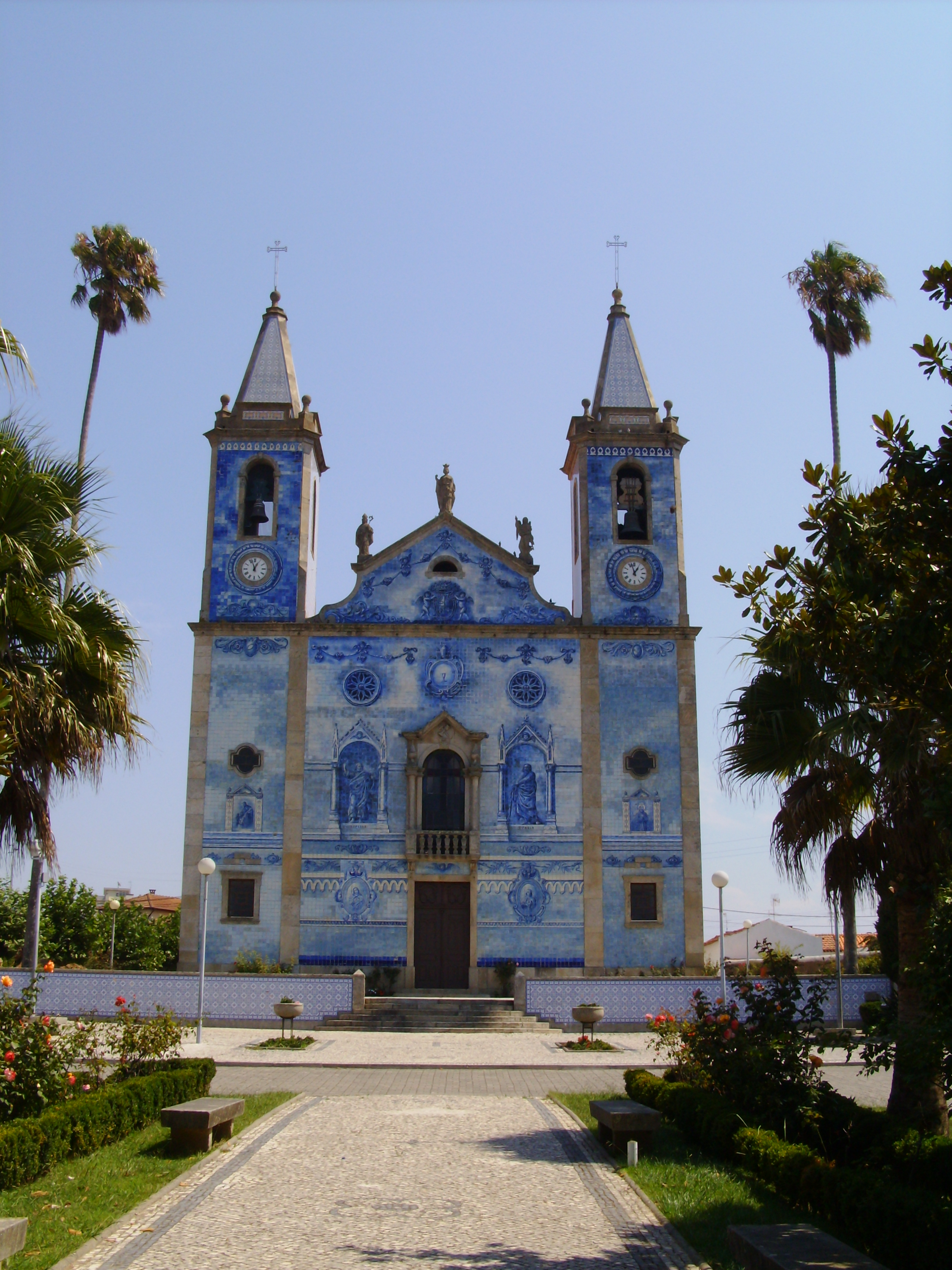
Igreja de Santa Marinha, Cortegaça.

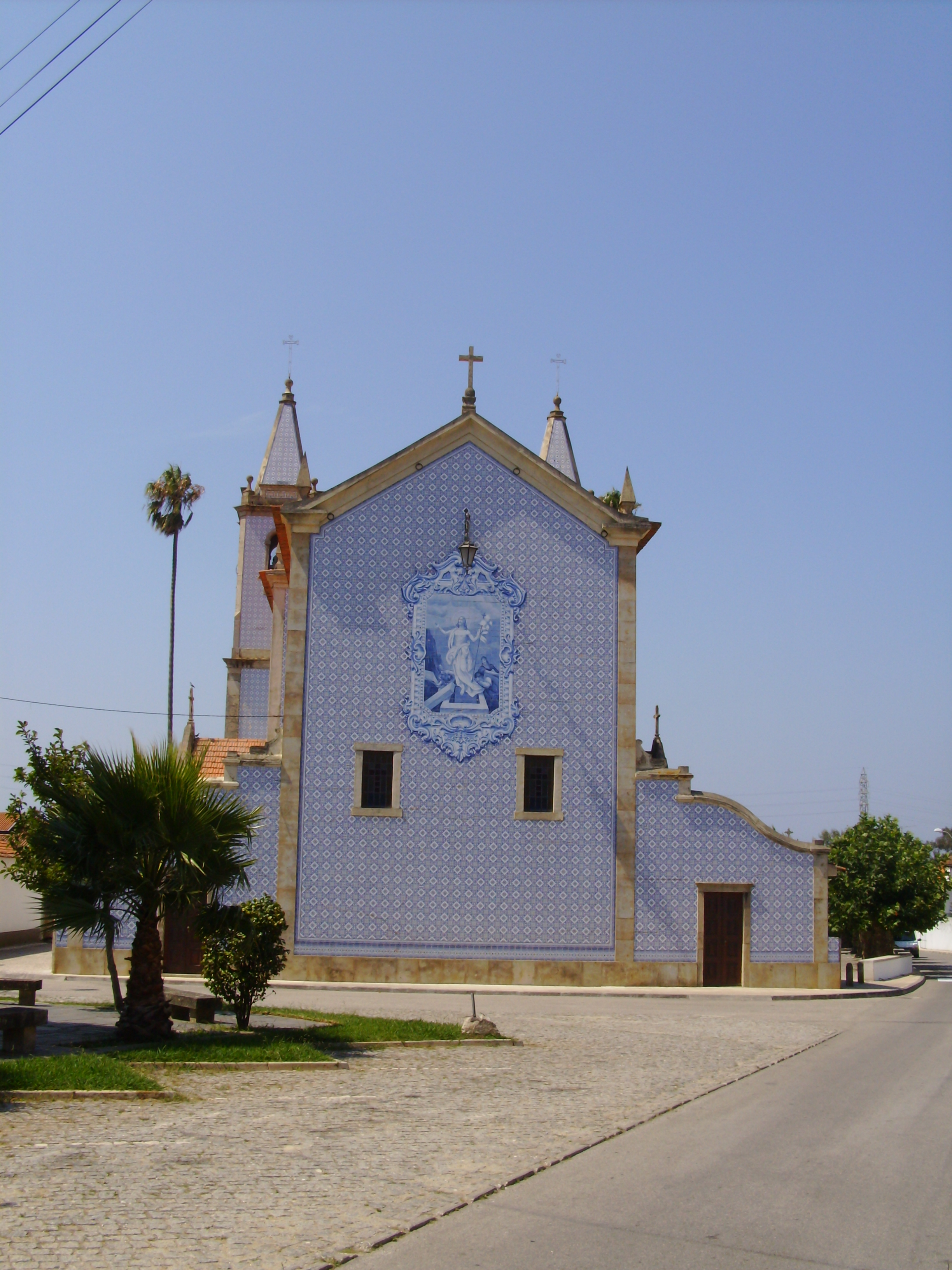
Igreja de Santa Marinha: aspecto dos fundos.

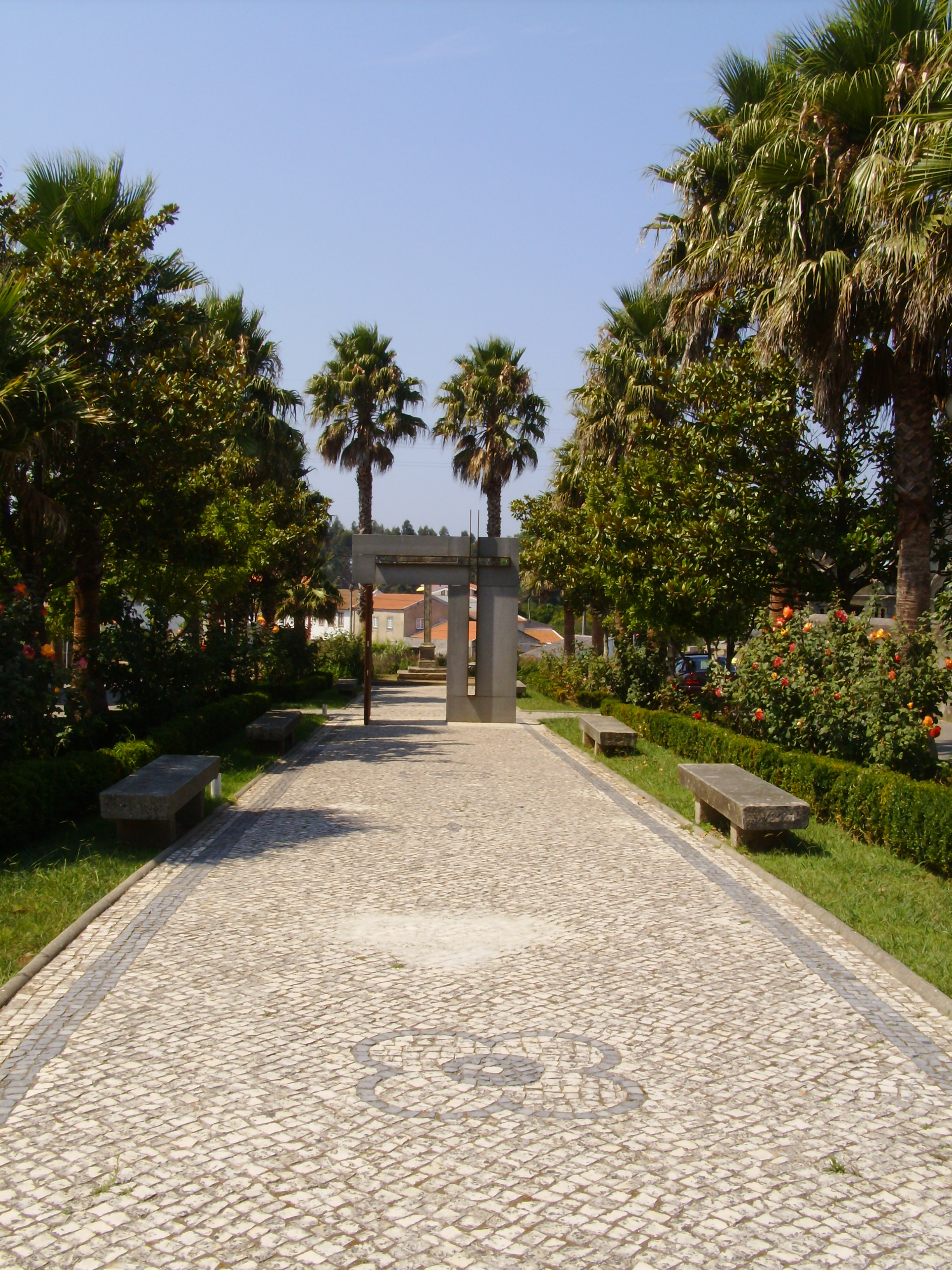
Igreja de Santa Marinha: jardim dianteiro. Ao fundo, o pórtico comemorativo.

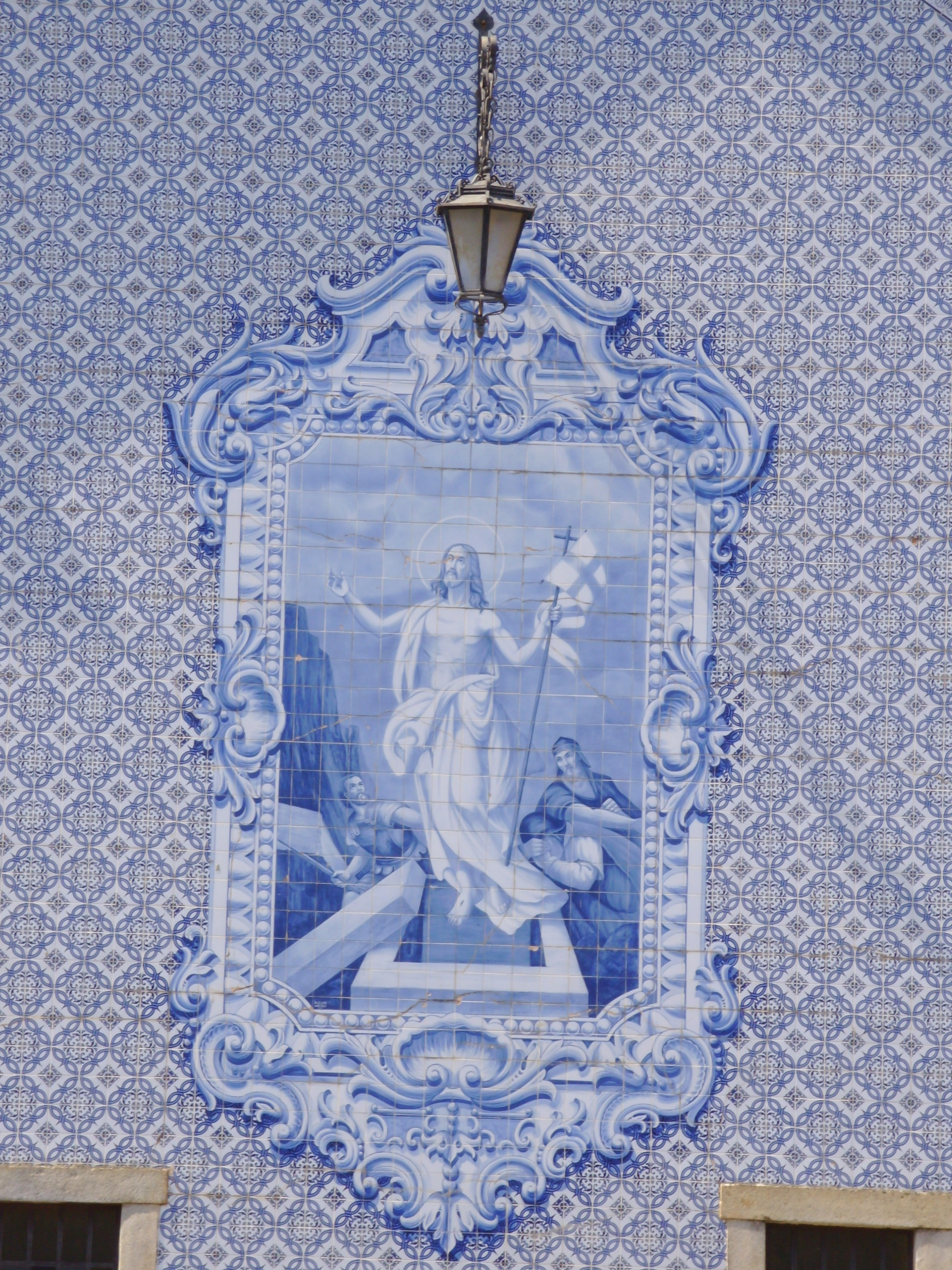
Igreja de Santa Marinha: fundos (detalhe).

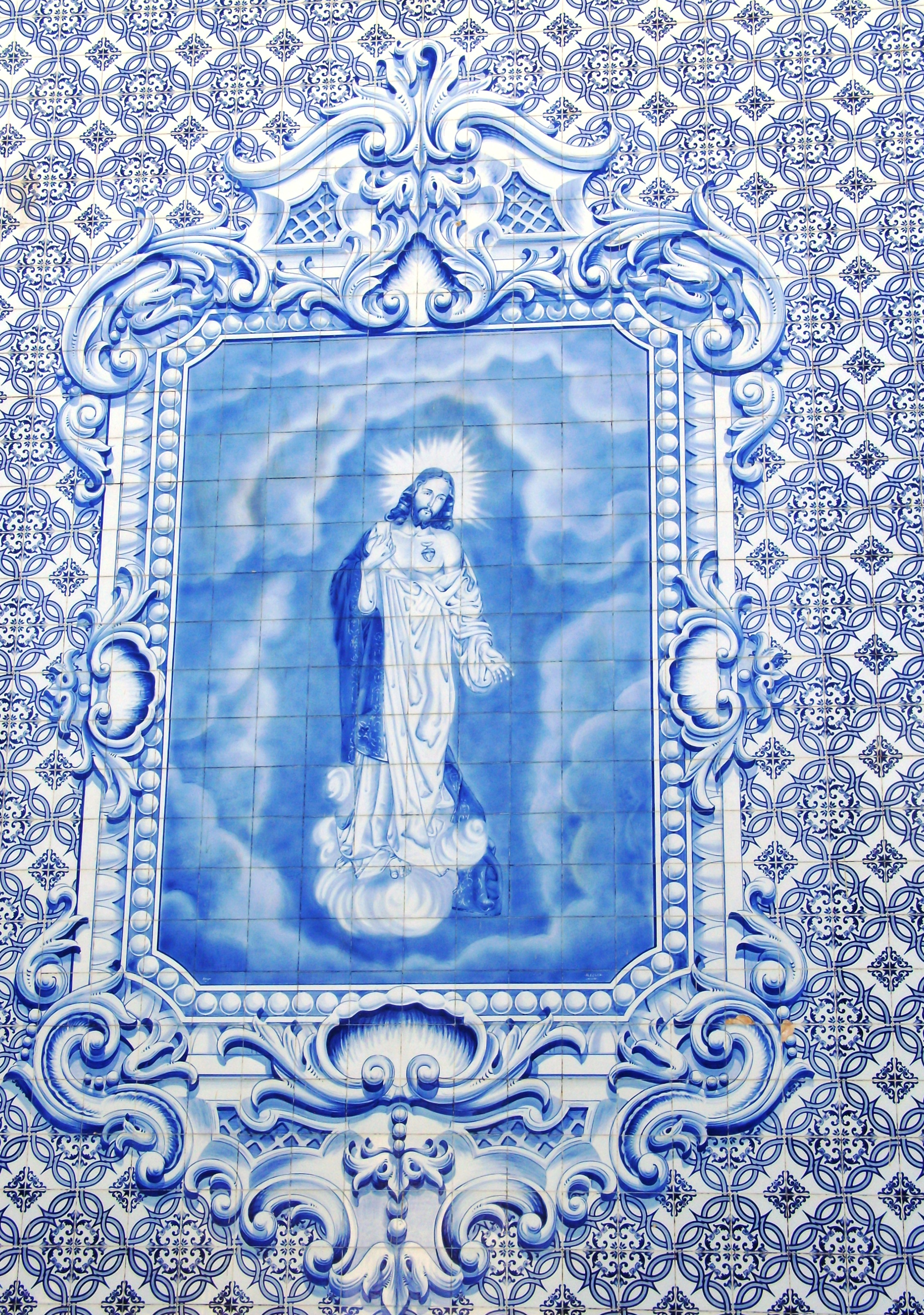
Igreja de Santa Marinha: alçado esquerdo (detalhe).

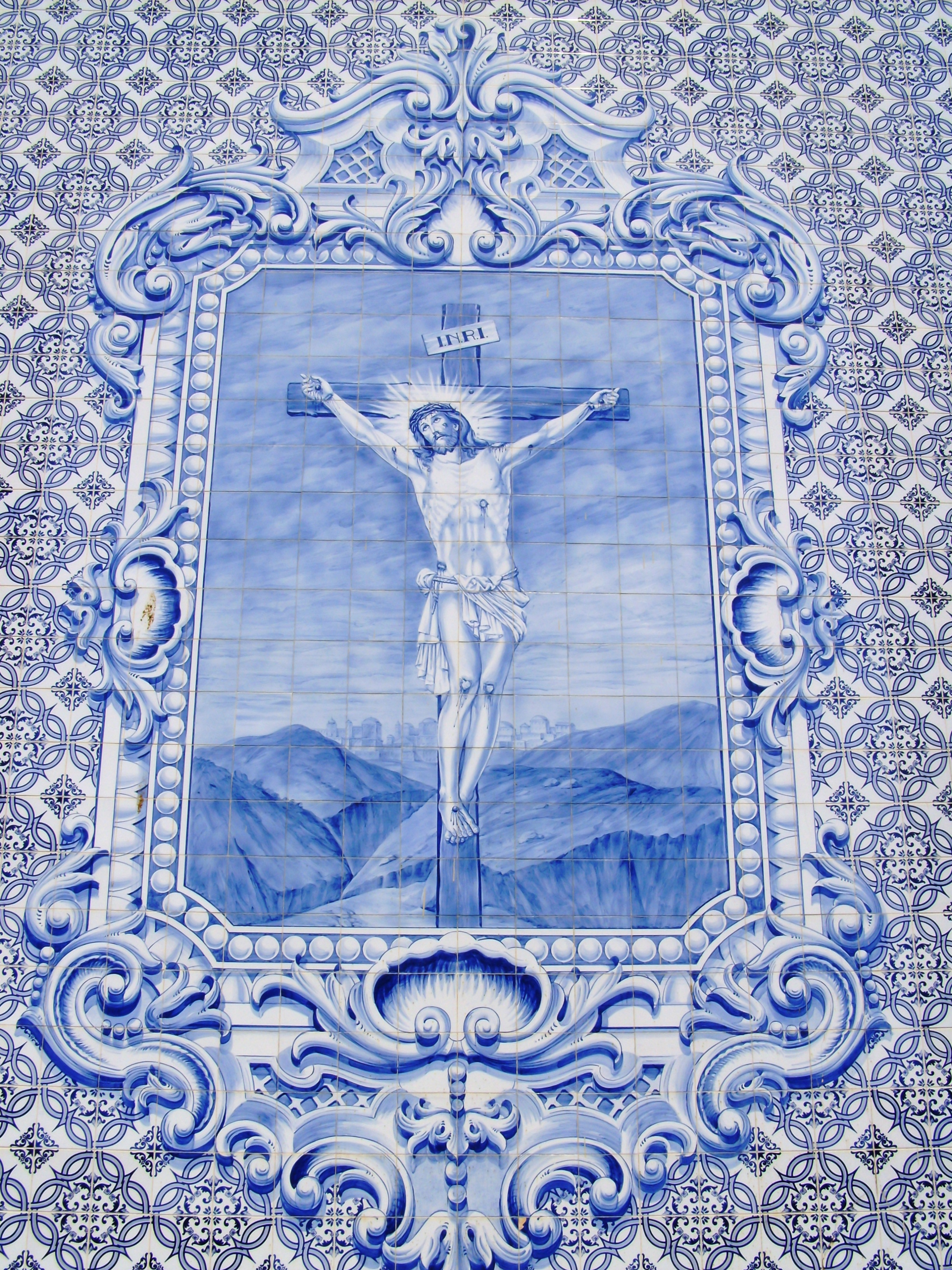
Igreja de Santa Marinha: alçado direito (detalhe).

A Igreja Matriz de Santa Marinha de Cortegaça, também referida como Igreja Paroquial de Cortegaça ou Igreja de Santa Marinha, localiza-se na vila e na freguesia de Cortegaça, do Município de Ovar, no Distrito de Aveiro, em Portugal.
Encontra-se classificada como Imóvel de Interesse Público, juntamente com os Jazigos do Cemitério Velho, ao lado da igreja.
O dia da Padroeira é celebrado anualmente a 18 de julho.

## História

### O primitivo templo
As fontes relativas aos séculos X e XI não referem o templo, a sua padroeira ou o seu abade. A referência documental mais antiga ao templo encontra-se em um testamento de 1163, onde Garcia Gonçalves lega ao Mosteiro de Grijó o seu direito de padroado sobre a Igreja de Cortegaça. No mesmo período, o Censual da Sé do Porto, que se acredita seja datado de 1174-1185, regista os tributos a pagar, em cereal e em dinheiro, pela "Ecclesia Sanctae Marinae de Cortegaça", ou seja, a Igreja de Santa Marinha de Cortegaça. Acredita-se, por esta razão que a igreja remonte pelo menos ao meado do século XII.
No início do século XIII Sancho I de Portugal legou bens a D. Maria Pais Ribeiro (a "Ribeirinha") e, desde então os seus descendentes sempre se declararam herdeiros naturais ou "padroeiros" da Igreja de Cortegaça. D. Constança Sanches, filha de ambos, declara formalmente que recebeu esse "direito" de sua mãe, direito que legou por sua vez ao Mosteiro de Grijó e que, aqueles frades nunca deixaram de exercer.
A "Ecclesia de Cortegaça" é  também referida num rol das igrejas das "Terras de Sancta Maria" de 1238 ou mesmo anterior.
No século XIV são frequentes as referências aos abades da Igreja de Cortegaça e, no século XVI, foram promovidas benfeitorias no templo. Ao final do século XVII ou início do XVIII o templo foi ampliado com a adição de uma torre sineira. Nas Memórias Paroquiais de 1758, o padre João de Brito Cardoso refere:
"(...) tem esta Igreja quatro altares, a saber: o altar-mor, dois colaterais e outro quase no meio da Igreja, da parte da Epístola. No altar-mor está o Santíssimo Sacramento; da parte do Evangelho está a padroeira, a Senhora Santa Marinha e da parte da Epístola está Santo Alexandre Bispo e no meio do retábulo da Capela-mor está uma imagem de Jesus de estatura medíocre.
No colateral que fica da parte do Evangelho está uma imagem do arcanjo S. Miguel e no colateral que fica da parte da Epístola está uma imagem que a devoção dos fiéis intitula a Senhora do Amparo e do Rosário e no altar que fica quase a meio da Igreja da parte da Epístola, está uma venerada imagem de Cristo Crucificado, a quem a devoção e zelo dos fiéis a respeitam com o título de Senhor do Bom-Fim.
 Tem seis confrarias ou irmandades, a saber: de Jesus, Nossa Senhora do Amparo e do Rosário, o Senhor do Bom-Fim, a Irmandade do Santíssimo Sacramento e o a de Arcanjo S. Miguel."
No século XIX, o padre Pedro Salgado da Silva refere em 27 de agosto de 1858 que a igreja era de arquitetura singela, com 115 palmos (25,30m) de fundo e 40 palmos (8,80m) de largo. Possuía então cinco altares: o altar-mor onde se encontrava o Santíssimo Sacramento, e os colaterais, sob as invocações de Nossa Senhora do Rosário, do Senhor do Bonfim, de São Miguel e das Almas. No último quartel do século, ao tempo do padre António Pedrosa da Costa, a Igreja recebeu uma nova sacristia considerada "absolutamente indispensável" (1874-1875), vindo no ano seguinte (1876) a capela-mor a ser ladrilhada com pedra de esquadria oriunda de Vila da Feira, ao custo de 162$520 réis. Em 1897, sendo abade o reverendo Francisco Ferreira Barbosa, foram dispendidos 102$000 réis para compor a igreja "por dentro e por fora", e mais 42$000 réis no conserto do coro.
O "Inventário" de 18 de agosto de 1911 refere-o nestes termos: "A Igreja Matriz, com torre de três sinos, duas sacristias laterais, um coro e um púlpito."
Este templo foi demolido até aos alicerces em 1918, ano em que foi inaugurada a atual igreja. O seu local é assinalado pelo atual cruzeiro, no arraial oeste.

### O atual templo
O atual templo foi erguido por iniciativa do padre Manuel Pereira, abade no período de 1901 a 1918. As obras foram iniciadas a 18 de abril de 1910, com projeto de Manuel Soares de Almeida.
A Implantação da República Portuguesa (outubro de 1910) frustou a obtenção dos recursos solicitados à Monarquia pela Câmara Municipal, tendo se registado ainda, durante as obras, o falecimento do padre Manuel Pereira (1916). Ainda assim o esforço da comunidade logrou alcançar a conclusão do templo, inaugurado solenemente pelo novo abade, padre José Maria Francisco dos Santos, em 18 de agosto de 1918.
A fachada do templo foi revestida com azulejos no período de 1921 a 1923.
Ao longo das décadas, foi objeto de beneficiações, entre as quais se destacam, à época do abade João Gonçalves Marinheiro (1937-1943), a douração dos altares e, na do padre Joaquim dos Santos Cunha (1943-1969), o acréscimo de dois altares, um com a imagem de Nossa Senhora de Fátima, ofertada por Alfredo Rola (1953), e outro com a de Nossa Senhora da Assunção, oferta de Jovelino Costa (1959). Em 1956 foi construido um novo batistério, onde se destaca um painel de azulejos representando o batismo de Cristo, oferta de João Violas. Na mesma época foram aplicados dois painéis de azulejo na capela-mor, um representando a "Ceia do Senhor", oferta de Joaquim Rola, e outro a "Pesca Milagrosa", oferta de Jovelino e Norberto Costa. O mesmo abade mandou construir um altar versus populum.
Sob o abade Manuel Dias, todo o exterior do templo foi revestido a azulejos.
O templo sofreu intervenção de conservação e restauro, sendo reaberta ao público, com a presença do bispo do Porto, em 9 de maio de 1993. Foram substituídas a armação do telhado e a abóbada da capela-mor e da nave principal, de estuque, por outra, em cimento armado.
Os Jazigos do Cemitério Velho, ao lado da igreja foram executados entre o final do século XIX e o início do XX e caracterizam-se pela utilização de um vocabulário revivalista, nomeadamente pelo trabalho escultórico das suas cantarias, pelos gradeamentos em ferro forjado e, também, pelo recurso ao revestimento azulejar, configurando um conjunto de grande homogeneidade.

## Características
O templo apresenta a fachada principal flanqueada por torres rematadas por coruchéus. O pano central é marcado pela abertura do portal de verga recta, que se liga a um janelão superior, com balaustrada, encimado por um amplo frontão triangular, coroado por três esculturas - ao centro Santa Marinha, padroeira do templo, com São Miguel à direita e São Martinho à esquerda. Todo este alçado encontra-se revestido por azulejos azuis e brancos, com motivos decorativos e arquitectónicos que equilibram e enquadram os vãos existentes. As representações figurativas nesses azulejos são as de São Pedro e São Paulo, São João Bosco, São Francisco de Assis, o Coração de Jesus e o Coração de Maria. O revestimento azulejar do exterior da igreja inscreve este templo na tendência que, desde o século XIX, se manifestou de forma particular na região de Ovar, onde boa parte das fachadas dos imóveis foram revestidas por azulejos.
No interior, o altar-mor veio de Sanguedo e o retábulo-mor exibe um painel com Cristo Ressuscitado (oferta de Álvaro Rodrigues da Silva), e em peanhas, uma de cada lado, as imagens de Santa Marinha e São Miguel.
No transepto, à direita, situa-se o altar de N. Sra. de Lourdes e, à esquerda, o de N. Sra. do Rosário. Em capelas laterais, do lado norte, o altar do Sagrado Coração de Jesus e, do lado sul, o do Senhor do Bonfim. Seguem-se, no corpo da igreja, os altares de Santo António, do lado do Evangelho, e de São Sebastião, do lado da Epístola.
O teto da capela-mor apresentava pinturas dos apóstolos, de autor desconhecido. Do lado da Epístola, Paulo, Tiago, André e Bartolomeu. Do lado do Evangalho, Pedro, Simão, Filipe e Tomé. Encontravam-se ausentes as figuras de Tadeu e de Matias. Na intervenção do início da década de 1990, foram representados os quatro Evangelistas (teto da capela-mor) e os restantes dez apóstolos (teto da nave principal).